# Référendums de 2011 au Mississippi
Trois référendums ont eu lieu le 8 novembre 2011 au Mississippi,. Ils portaient sur : 
- La définition de la personne humaine commençant lors de la fécondation[3],
- L'exigence des papiers d'identité électorale dans les bureaux de vote[4],
- L'interdiction de l'expropriation des propriétés privées par les gouvernements locaux et de l'État[5].